# Erddig
Erddig Hall (gallois : Neuadd Erddig; ou simplement Erddig) est une propriété du National Trust classée Grade I à Wrexham, au Pays de Galles. Il comprend une maison de campagne construite aux XVIIe et XVIIIe siècles au milieu d'un domaine de 1 900 acres, qui comprend un parc d'agrément paysager de 1 200 acres et les travaux de terrassement d'un château normand à motte et bailey.
Erddig est décrit comme "la maison Upstairs Downstairs la plus évocatrice de Grande-Bretagne" en raison de la vision complète qu'elle présente des modes de vie de tous ses occupants, à la fois la famille et le personnel. La famille excentrique Yorke a une relation inhabituelle avec son personnel et célèbre ses serviteurs dans une vaste et unique collection de portraits et de poèmes. Cette collection, associée à des chambres de domestiques bien conservées et à une authentique buanderie, un fournil, une scierie et une forge, donne un aperçu de la vie des domestiques du XVIIIe au XXe siècle.

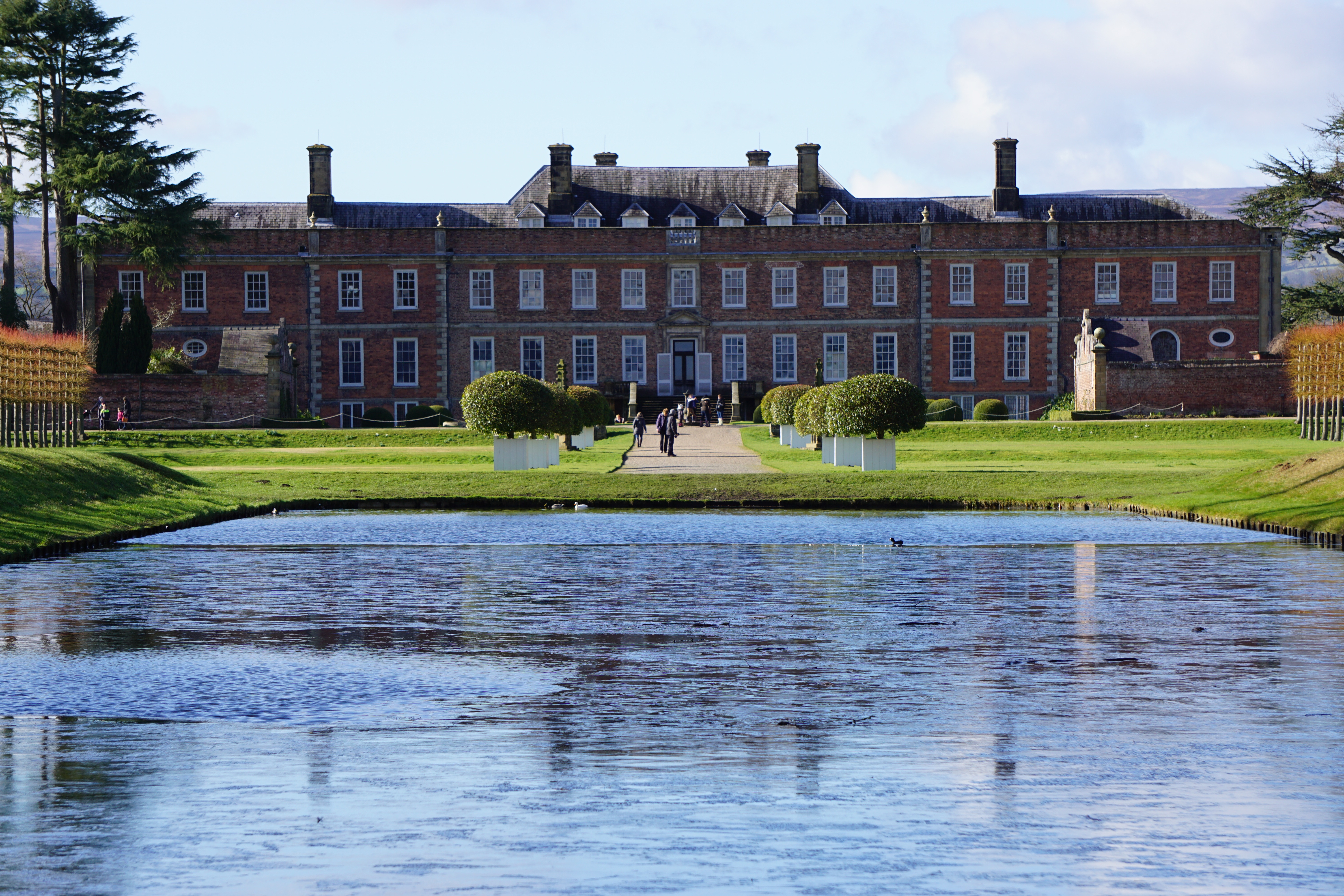
Erddig Hall de l'autre côté de l'étang, Erddig Estate

Les salles d'apparat contiennent de beaux meubles, des textiles et des papiers peints et le jardin clos entièrement restauré est l'un des plus importants jardins du XVIIIe siècle encore en vie en Grande-Bretagne.

## Histoire

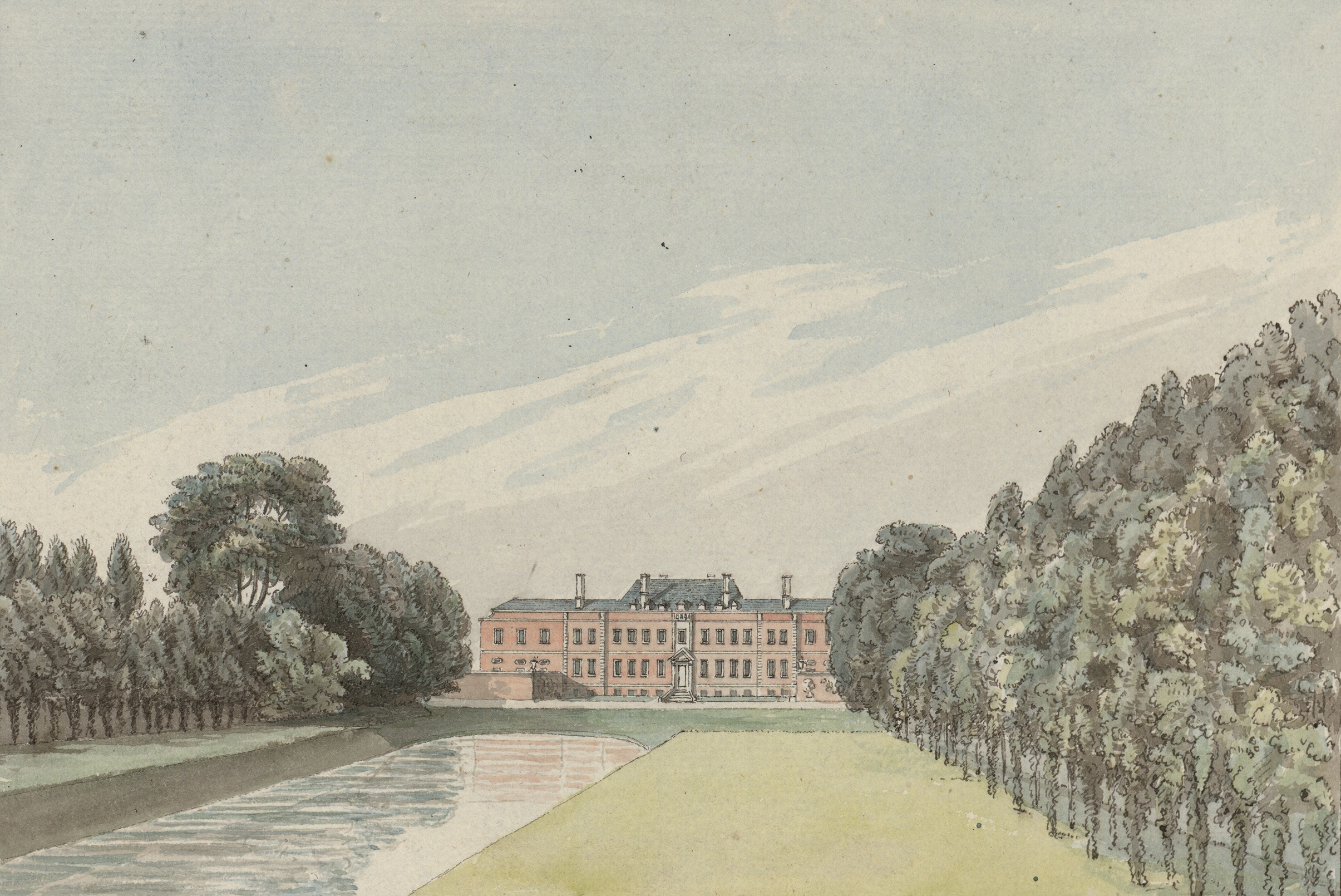
Maison et jardins d'Erddig, de Pennant 's A Tour in Wales, 1778

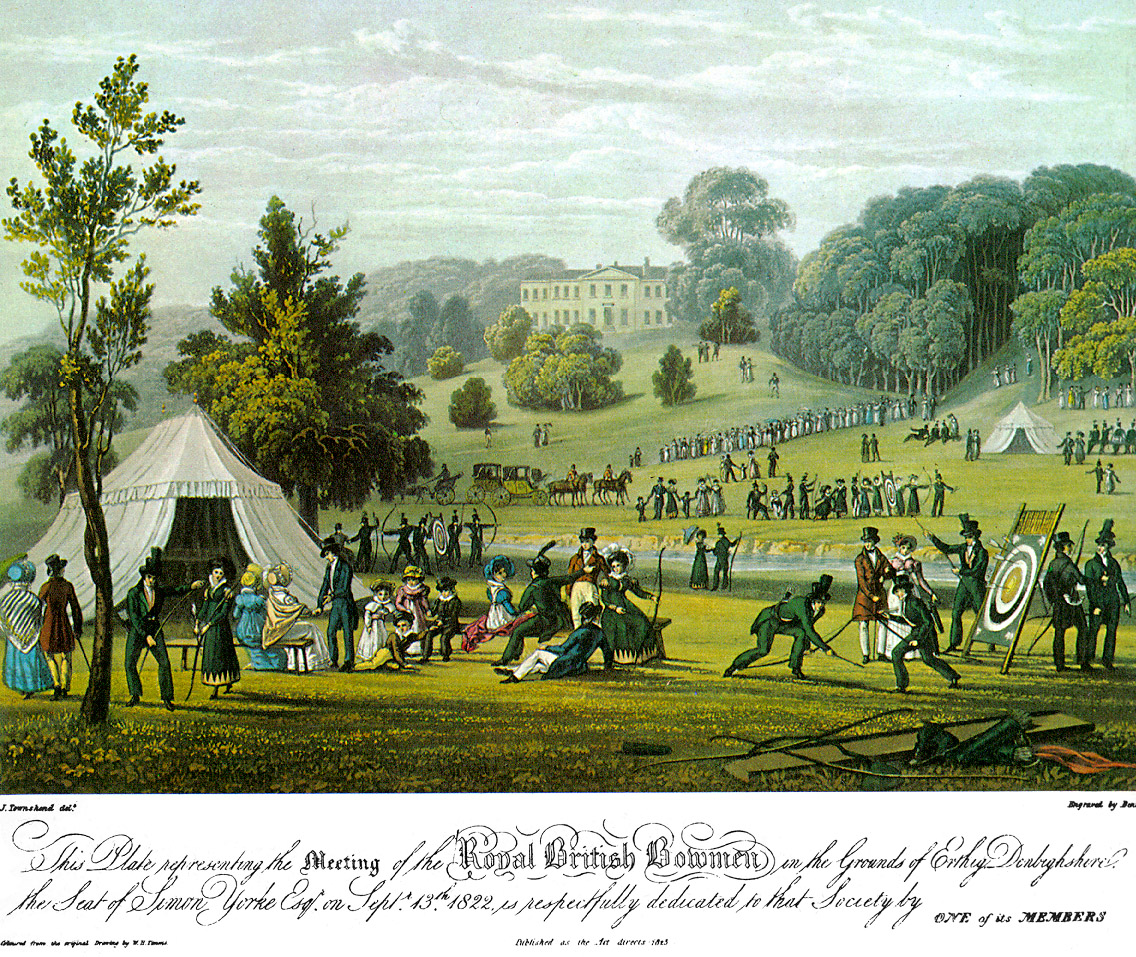
Une estampe de la réunion de 1822 à Erddig du club de tir à l'arc "Royal British Bowmen" (estampe de 1823 gravée d'après J. Townshend)

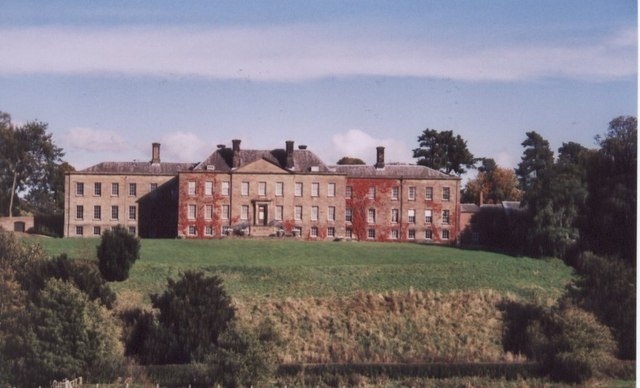
Erddig Hall, façade ouest

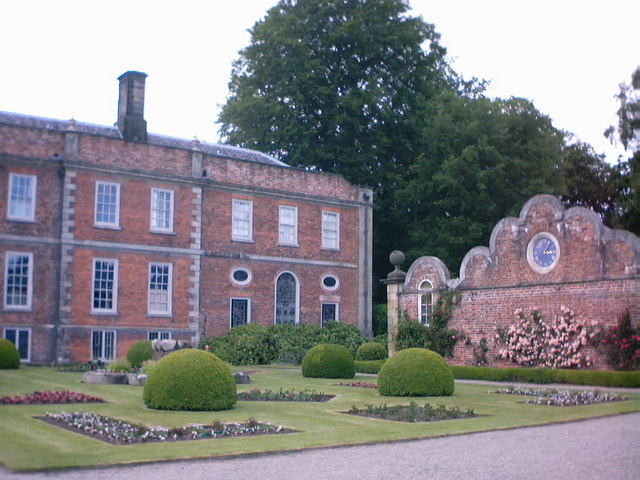
Façade de la maison montrant la fin du jardin clos avec horloge

La première référence enregistrée à Wrexham est en 1161 à un château à 'Wristlesham' . Ce château est probablement construit dans ce qui est maintenant le domaine d'Erddig. Les vestiges d'une motte et d'une basse-cour normandes, construites vers 1090, se trouvent dans le parc du dernier manoir. La forteresse est construite sur un promontoire escarpé et les remparts se calent sur une colline préhistorique et incorporent une section de Wat's Dyke.
La maison d'origine est construite sur un escarpement spectaculaire au-dessus de la rivière sinueuse Clywedog entre 1684 et 1689 selon les plans de Thomas Webb pour Joshua Edisbury de Pentre Clawdd, haut shérif du Denbighshire. Joshua Edisbury est contraint d'emprunter des sommes importantes pour financer le projet qui aboutit à sa faillite et, en 1716, il est contraint de vendre Erddig. John Meller, maître de la chancellerie, achète l'hypothèque sur Erddig à John Trevor.
John Meller rénove et agrandit la maison (notamment avec l'ajout de deux ailes dans les années 1720). Fervent partisan de la maison royale de Hanovre, il traite ses voisins avec méfiance dans ce qui est une localité fortement jacobite. À sa mort en 1733, célibataire et sans enfant, il la transmet à son neveu, Simon Yorke (mort en 1767) (cousin germain de Philip Yorke, 1er comte de Hardwicke) établissant ainsi une ligne de propriété ininterrompue qui dure près de 250 ans.
En 1771, Philip Yorke I commence un programme de modifications de la maison principale, notamment la façade ouest en pierre et le déplacement des chambres du rez-de-chaussée au premier étage. Il est l'auteur des tribus royales du Pays de Galles et il y a une salle à Erddig qui présente les armoiries des principales familles du nord du Pays de Galles.
Le général John Yorke (1814–1890) devient, à partir de 1861, le propriétaire du distinctif Plas Newydd à Llangollen, la maison autoproclamée des célèbres Dames de Llangollen.
Le domaine commence à décliner après la mort de Philp Yorke II en 1922 alors que les revenus diminuent et que le personnel est licencié. La maison commence à se dégrader sous son successeur, Simon Yorke IV, qui vit reclus, sans l'électricité, l'eau courante, le gaz ou le téléphone. Tout en causant des dommages à la propriété, cette période de négligence permet à Erddig de rester remarquablement inchangé.
En mars 1973, le dernier de la lignée, Philip Scott Yorke, célibataire, cède Erddig au National Trust. Cela fait suite à l'effondrement plusieurs années plus tôt d'un puits de la mine de charbon voisine (houillère Bersham) sous la maison, provoquant un affaissement de 5 pieds (1,524 m), ce qui affecte gravement la sécurité structurelle de la maison dans la mesure où, sans soubassement approprié, elle serait devenue une ruine. Il est renforcé grâce à la compensation de 120 000 £ que le National Trust obtient du National Coal Board. Une partie d'Erddig Park (hors de vue de la maison) est ensuite vendu pour 995 000 £ et cela finance les travaux de restauration de la maison. La restauration est achevée le 27 juin 1977 lorsque Charles, prince de Galles ouvre officiellement Erddig au public.

## Jardins

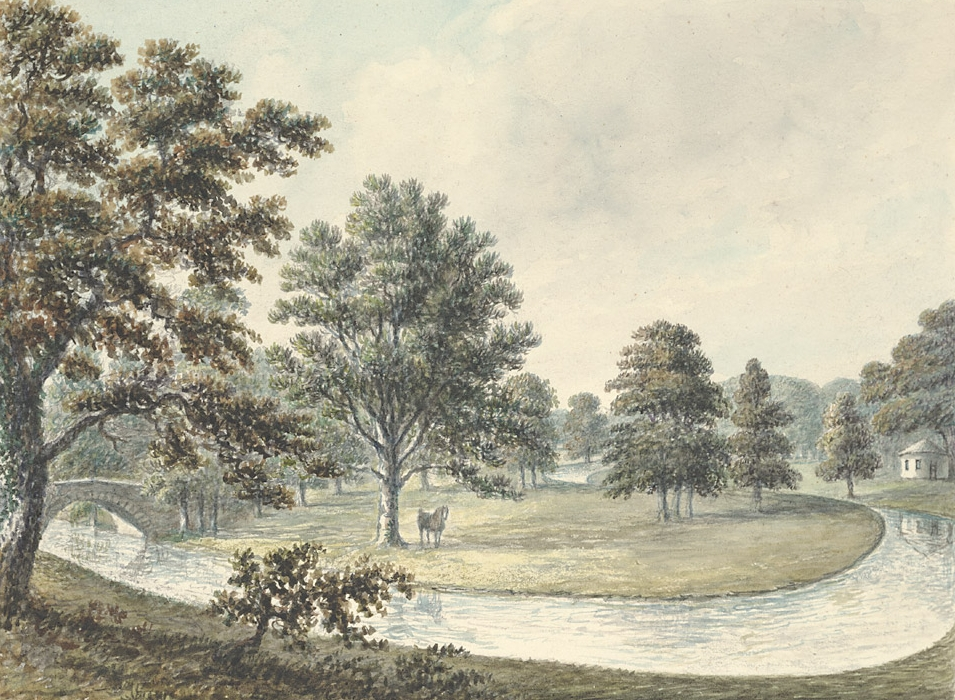
Vue sur le terrain d'Erddig, 1794

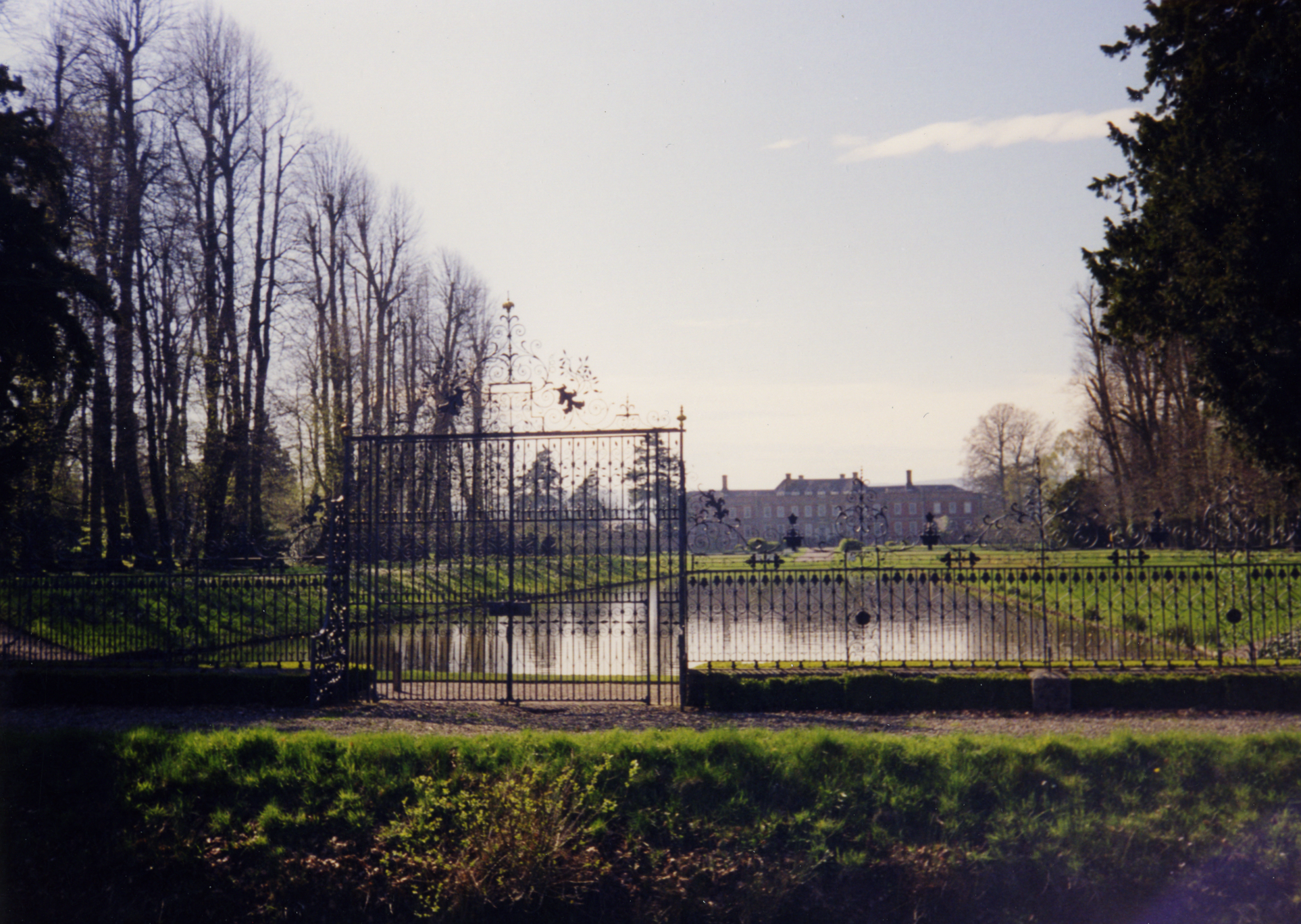
Portes faites par les frères Davies pour Stansty Park, déménagées à Erddig en 1908

Le jardin clos d'Erddig est l'un des jardins à la française du XVIIIe siècle les plus importants de Grande-Bretagne. Ils contiennent des arbres fruitiers rares, un canal, un étang et un parterre victorien. Une centaine de cultivars de Hedera (lierre) sont labellisés au Patrimoine Végétal en Collection Nationale de Plantes.
Il y a aussi un bel exemple de portails et de garde-corps fabriqués par les forges des frères Davies, de Bersham à proximité, pour Stansty Park ; les portes ont été déplacées à Erddig en 1908. La disposition des alcôves dans les haies d'if des jardins à la française peut être une forme de tronc d'abeille.
Le parc d'agrément paysager de 486 hectares (1 200 acres) est conçu par William Emes.
Les travaux d'aménagement paysager d'Emes impliquaient l'enlèvement d'une section de la Digue de Wat près de la maison. En 2018, le site est fouillé par le Clwyd-Powys Archaeological Trust qui découvre que la majeure partie du fossé et une partie de la rive de ce terrassement linéaire sont restés intacts.
Les parcs et jardins sont classés en catégorie I dans le registre Cadw/ICOMOS des parcs et jardins d'intérêt historique particulier au Pays de Galles.

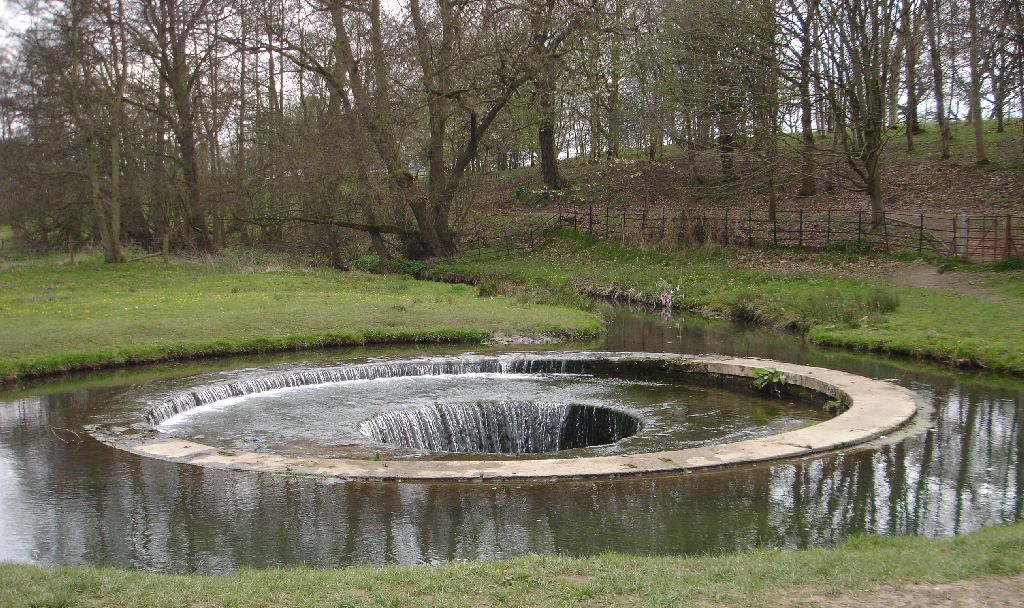
Tasse et soucoupe d'Erddig

## Bâtiments du domaine
Les bâtiments du domaine comprennent l'atelier de menuiserie et la forge, le Midden Yard (avec sa scierie et ses hangars à charrettes) et le Stable Yard (avec ses écuries et sa sellerie, ses calèches et ses vélos et voitures d'époque) . Dans la maison se trouvent la buanderie, le fournil, la cuisine et l'arrière-cuisine.
La rivière voisine fournissait une source d'eau, qui était pompée en amont par un bélier hydraulique, l'eau entrant dans le bélier via une caractéristique connue sous le nom de tasse et soucoupe d'Erddig.
Alors qu'elle est occupée par la famille Yorke, la maison n'a jamais été alimentée en électricité, le dernier occupant, Philip, s'appuyant sur un générateur portable pour alimenter son unique téléviseur. La scierie, cependant, est équipée de sa propre machine à vapeur statique pour fournir la puissance nécessaire au sciage et au tournage.